# Rush in Rio
A Rush in Rio a kanadai Rush együttes koncertfilmje és ötödik koncertalbuma (összességében a huszonharmadik nagylemeze), amely 2003 októberében jelent meg. A kiadvány a zenekarnak a Maracanã Stadionban, Rio de Janeiroban 2002. november 23-án adott koncertjét örökítette meg. A 40 000 néző előtt adott koncert a Vapor Trails album világ körüli turnéjának állomása volt.
A koncertfilm DVD kiadása a megjelenés után hat héttel már platina minősítést ért el az USA-ban, egy héttel később pedig már háromszoros platina lett. 2010 szeptemberében érte el a hétszeres platina minősítést, ami több mint 700 ezer eladott példányt jelent. A koncertalbum 2004 februárjában lett aranylemez az Egyesült Államokban félmillió eladás után.
Az albumról a Neil Peart dobszólóját is magában foglaló O Baterista dal felvételét 2005-ben Grammy-díjra jelölték a "Best Rock Instrumental Performance" kategóriában, ám a díjat végül Brian Wilson nyerte meg. 2004-ben Kanadában a "Music DVD of the Year" kategóriában a Rush in Rio megkapta a Juno-díjat.

## Az album dalai

### CD 1
1. Tom Sawyer – 5:04
2. Distant Early Warning – 4:50
3. New World Man – 4:04
4. Roll the Bones – 6:15
5. Earthshine – 5:44
6. YYZ (instrumental) – 4:56
7. The Pass – 4:52
8. Bravado – 6:19
9. The Big Money – 6:03
10. The Trees – 5:12
11. Freewill – 5:48
12. Closer to the Heart – 3:04
13. Natural Science – 8:34

### CD 2
1. One Little Victory – 5:32
2. Driven – 5:22
3. Ghost Rider – 5:36
4. Secret Touch – 7:00
5. Dreamline – 5:10
6. Red Sector A – 5:16
7. Leave That Thing Alone (Instrumental) – 4:59
8. O Baterista (Instrumental) – 8:54
9. Resist – 4:23
10. 2112 Overture/The Temples of Syrinx – 6:52

### CD 3
1. Limelight – 4:29
2. La Villa Strangiato (Instrumental) – 10:05
3. The Spirit of Radio – 5:28
4. By-Tor & the Snow Dog – 4:35
5. Cygnus X-1 (Instrumental) – 3:12
6. Working Man – 5:34
7. Between Sun & Moon (Board Bootleg - Live in Phoenix, bónusz dal a CD-kiadáson) – 4:51
8. Vital Signs (Board Bootleg - Live in Quebec, bónusz dal a CD-kiadáson) – 4:58

## DVD extrák
- The Boys in Brazil, dokumentumfilm
- MX Multiangle koncertfelvételek:
  - YYZ
  - O Baterista
  - La Villa Strangiato

## Közreműködők
- Geddy Lee – ének, basszusgitár, akusztikus gitár, szintetizátor
- Alex Lifeson – elektromos gitár, akusztikus gitár
- Neil Peart – dobok, ütőhangszerek